# Chrysoritis perseus
Chrysoritis perseus is een vlinder uit de familie van de Lycaenidae. De wetenschappelijke naam van de soort is voor het eerst gepubliceerd in 1977 door William Henry Henning.
De soort komt voor in Zuid-Afrika (West-Kaap en Noord-Kaap).